# Средний кроншнеп
Сре́дний кро́ншнеп (лат. Numenius phaeopus) — птица семейства бекасовых.

## Описание

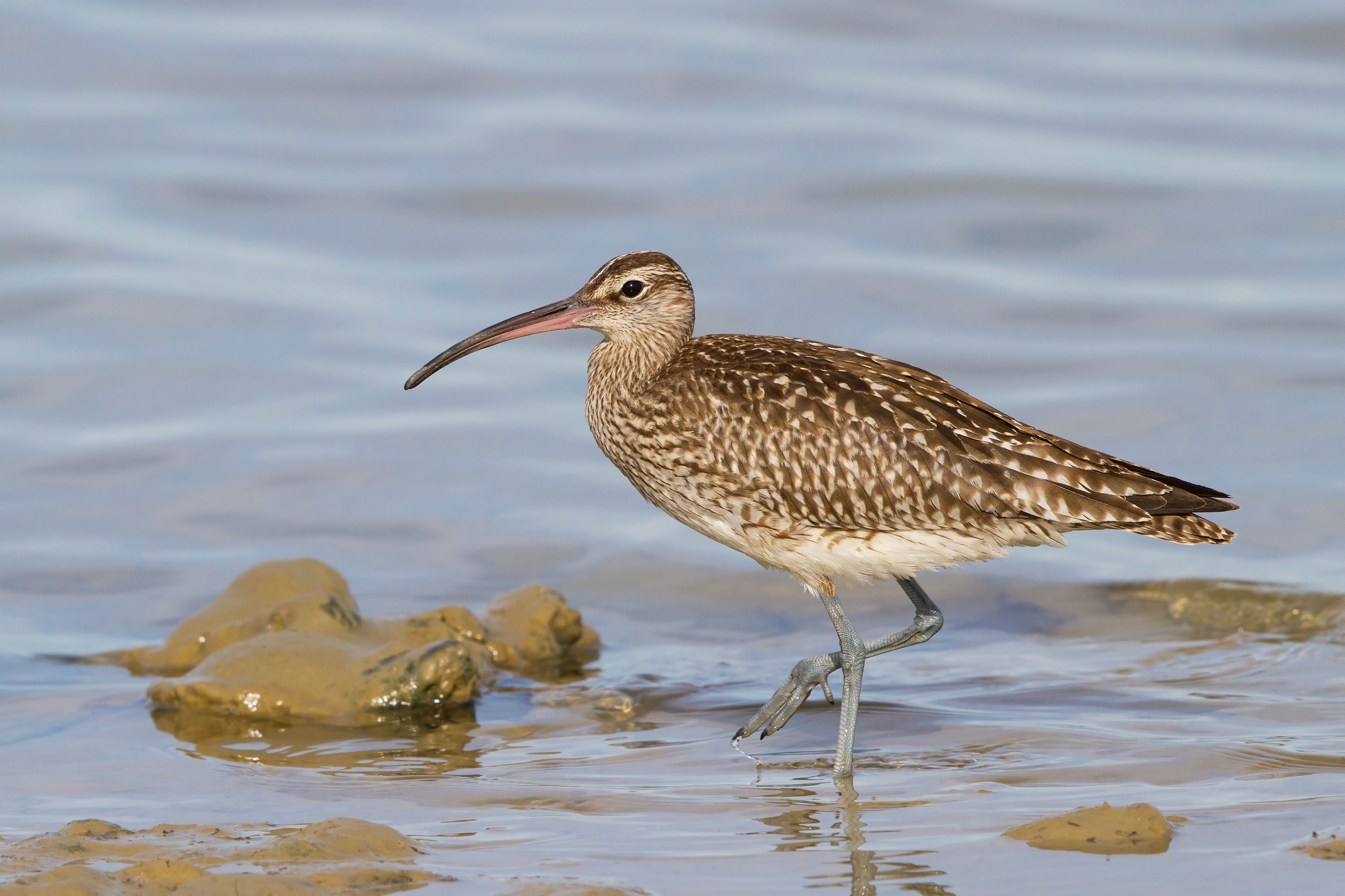
Средний кроншнеп в Буш-дю-Роне.

Длина тела составляет от 40 до 46 см. Размах крыльев — 80 см, вес самцов — 268—550 г, самок — от 315 до 600 г. Отличается от большого кроншнепа тем, что чёрно-бурое темя у него разделено посередине светлой продольной полосой и окаймлено светлыми бровями, клюв короче, окраска серая, с пестринами по всему телу. Лапы голубовато-серые, когти тёмно-серые. Крик напоминает трель.

## Места обитания
Средний кроншнеп обитает на северных болотах, заболоченных берегах озёр, в лесном молодняке на месте пожарищ, но всегда вблизи воды. Гнездится в Западной Европе и на северо-западе Северной Америки, в России в лесотундре и по моховым болотам от Кольского полуострова и Латвии до Анадыря и Камчатки. Перелётная птица, зимует от Средиземного моря и Юго-Восточного Китая и далее на юг до Тасмании и Новой Зеландии, до юга Африки и Южной Америки.

## Размножение

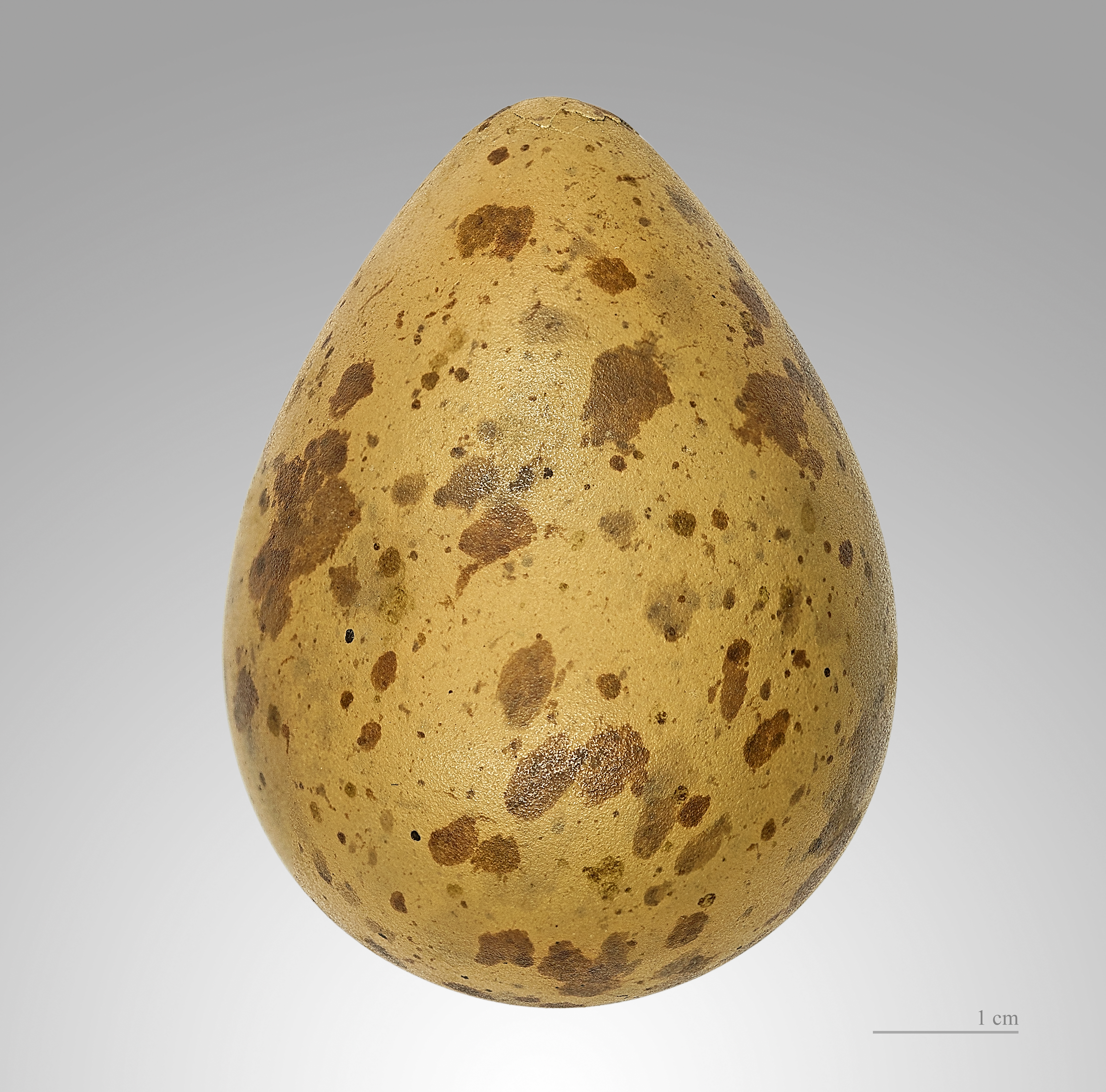
Numenius phaeopus

Гнездо представляет собой неглубокую ямку на ровном сухом месте рядом с небольшими кустиками или пучками травы, не мешающими обзору. Высиживание начинается в мае. В кладке 3—4 яйца от бледно-палевого до буроватого или тёмно-оливкового цвета с бурыми пятнами разной величины, формы, густоты и интенсивности. Насиживают самец и самка, сменяя друг друга, в общей сложности от 23 до 28 дней. В конце мая появляются птенцы. В июле они становятся самостоятельными.

## Питание
Летом, в период размножения, средний кроншнеп питается исключительно ягодами водяники чёрной (Empetrum nigrum). Зимой на материковой части суши он поедает преимущественно насекомых и их личинок, а также червей и улиток, а на побережье птица питается крабами, креветками, бокоплавами и морскими моллюсками.